# Force aérienne de la république démocratique du Congo
La Force aérienne de la république démocratique du Congo est la composante aérienne des Forces armées de la République démocratique du Congo.

## Histoire

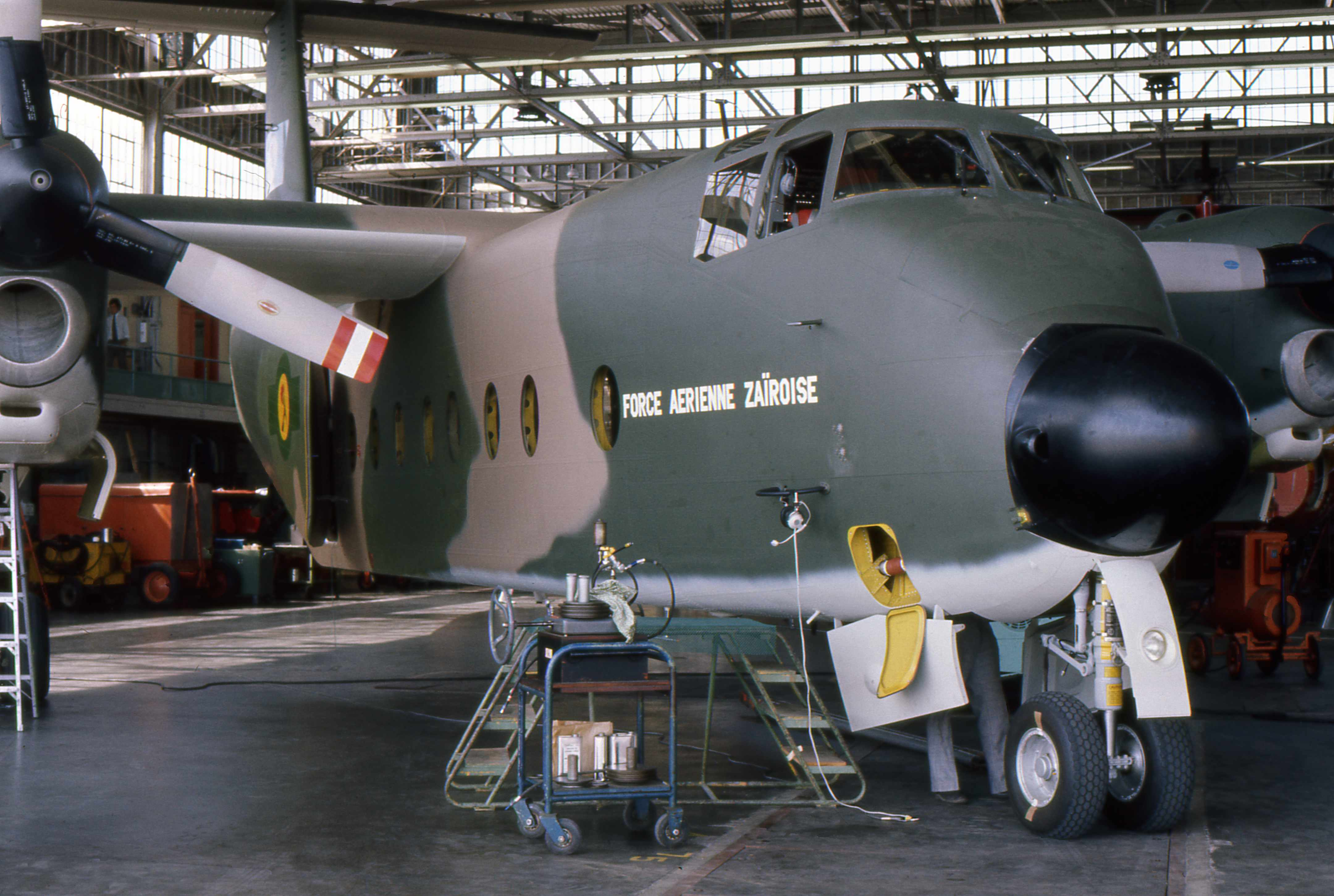
Un de Havilland Canada DHC-5 Buffalo avec les marques de la Force Aérienne Zairoise en 1975.

Peu de temps après l'indépendance du Congo, la province du Katanga fait sécession et a créer sa propre armée. Les Katangais ont saisi la plupart des avions exploités par l'Aviation de la Force Publique et les ont utilisés pour lancer leur propre force aérienne . L'armée de l'air congolaise a été créée à la mi-1961 en grande partie pour s'opposer à la force katangaise. Après la défaite du Katanga en 1963, ses actifs restants ont été intégrés à l'armée de l'air congolaise.
Une société écran de la Central Intelligence Agency (CIA), Anstalt WIGMO, a fourni un soutien de maintenance à de grandes parties des FAC pendant la période 1964-1968. La CIA a également fourni des avions pendant la même période et des pilotes à partir de la fin de 1962.
En juillet 1970, l'Institut d'études stratégiques a décrit la Force Aérienne Zairoise (FAZa) comme ayant 650 membres avec 21 avions de combat. La force aérienne était composé de dix T-6 Texan et huit T-28 Trojan comme avions d'entraînement, deux DC-4 et dix DC-3, et six hélicoptères Alouette. L'ISS a déclaré [Quand ?]que 17 avions d'entraînement avancées et d’appui tactique MB-326GB étaient en commande, dont cinq avaient été reçus.
En juillet 1974, l'Institut international d'études stratégiques a décrit la FAZa comme comptant 800 personnes et 33 avions. Le Military Balance pour 1974-1975 a répertorié une escadre de combat composé de  dix-sept MB-326GB, six AT-6G et dix T-28 comme avion d'attaque au sol, une escadre de transport avec neuf C-47, quatre C-54 et trois C-130, une escadre d'entraînement avec huit T-6 et douze SF-260MC, et un escadron d'hélicoptères avec vingt Aérospatiale Alouette II / III et sept Sud-Aviation SA330 Puma. Il a noté que dix-sept Mirage V et trois C-130H étaient en commande.
Le groupe d'information sur le combat aérien déclare qu'au milieu des années 1980, les FAZ ont souffert des mêmes problèmes que le reste des forces armées zaïroises, notamment le manque de financement et la corruption généralisée. Dans les années 1980, l'armée de l'air était théoriquement organisée en 1er groupement aérien, à Kinshasa (aéroport de Ndolo), Avec la 19e escadre de soutien logistique (C-130 et Dakota), la 12e escadre de liaison (hélicoptères, MU-2J, et Cessna 310R) et la 13e escadre d'entraînement. Le 2e groupement aérien Tactique à Kamina comprenait la 21e escadre de chasse-attaque avec des Mirage 5 et des MB-326K, et la 22e escadre de transport tactique, avec le 221e escadron opérant les deux des trois Buffalos livrés à l'origine.
L'extrême corruption de la force signifiait que les avions zaïrois étaient plus souvent utilisés pour les «affaires» privées de leurs aviateurs et de leurs supérieurs  que pour des opérations contre les rebelles. De huit Dassault Mirage 5 M initialement livrés, seulement trois restaient en 1988, avec cinq perdus dans différents accidents. Au milieu des années 1990, ces trois derniers ont été vendus. Michela Wrong 's Sur les traces de M. Kurtz: Vivre au bord du désastre au Congo rapporte que les Mirages restants ont été vendus en France alors qu'ils étaient là pour la maintenance, afin de financer la retraite d'un commandant de l'armée de l'air zaïroise.
Les FAZ ont joué un petit rôle dans la première guerre du Congo, la plupart des avions étant inutilisables. Certains avions ont été importés et utilisés par des mercenaires serbes, mais ont eu peu d'effet opérationnel. Les FAC auraient embauché d'anciens pilotes militaires géorgiens pour former des pilotes des FARDC aux opérations de contre-insurrection, qui pourraient également avoir participé à des opérations de combat.

## Structure actuelle
En 2007, tous les avions militaires de la République démocratique du Congo étaient exploités par l'armée de l'air. Jane's World Air Forces déclare que l'armée de l'air a une force estimée à 1 800 personnes et est organisée en deux groupes aériens. Ces groupes commandent cinq escadres et neuf escadrons, dont tous ne sont pas opérationnels. Le 1er groupe aérien est situé à Kinshasa et comprend une escadre de liaison, une escadre d'entraînement et une escadre logistique et dispose d'un effectif de cinq escadrons. Le 2e Groupe aérien tactique est situé à Kamina et se compose de l'escadre de chasse et d'attaque  et de l'escadre de transport tactique et compte quatre escadrons. Des sociétés militaires privées étrangères auraient été engagées pour fournir la capacité de reconnaissance aérienne de la RDC à l'aide de petits avions à hélices équipés d'équipements sophistiqués. Jane's déclare que les avions de combat de la Force aérienne nationale angolaise seraient mis à disposition pour défendre Kinshasa en cas d'attaque.
Comme les autres branches des FARDC, l'armée de l'air congolaise n'est pas en mesure d'assumer ses responsabilités. Peu d'aéronefs de l'armée de l'air sont actuellement pilotables ou capables d'être remis en service et il n'est pas clair si l'Armée de l'air est capable de maintenir des aéronefs, même peu sophistiqués. De plus, Jane's déclare que l’école de pilotage de l'armée de l'air est «dans un désarroi quasi total», bien que la Belgique ait proposé de redémarrer le programme de formation des pilotes de l'Armée de l'Air.

### Formation
La force aérienne dispose de deux écoles de formation tous situés à Kamina qui sont :  
- L'école de vol
- L'école de technique de l'air

## Chefs d'état-major
- Général de division Faustin Munene en 1997
- Général de brigade Jean Bitanihirwa Kamara en 2005
- Général de division Djédjé Ndamba en 2006
- Général major John Numbi en 2007
- Général de division Rigobert Massamba Musungu de 2007 à 2014
- Général de brigade Enoch Numbi Ngoie de 2014 au 19 juillet 2020
- Général major Maurice-René DIASUKA dia KIYANA  du 19 juillet 2020 au 27 octobre 2022
- Général Major Franck NGAMA LEBE depuis 27 octobre 2022

## Avions
Selon Flight International 2004 et IISS Military Balance 2007, les anciens avions comprenaient le MiG-23 Flogger, le Lockheed C-130 Hercules, le de Havilland Canada DHC-5 Buffalo, le North American T-28 Trojan et l' Eurocopter AS332 Super Puma. Jane's World Air Forces 2007 déclare que la force aérienne exploite entre 9 et 22 hélicoptères d'attaque Mil Mi-24 / 35s et un seul Mi-26. L'état des aéronefs de la RDC qui ne sont pas actuellement en service est généralement si mauvais qu'ils ne peuvent pas être réparés et remis en état de vol. Le seul Mil Mi-26 'Halo' de la RDC a été montré comme photo dans le numéro de juillet 2007 de l' Air Forces Monthly (AFM) sans rouille évidente et semblant être en bon état, qui a été prise le 12 avril 2007 à Lubumbashi. Il a été livré en 2005. L'AFM indique qu'un deuxième Mi-26 préparé pour la RDC est stocké chez Skytech à l' aéroport de Liège, en Belgique depuis au moins juin 2002. À partir de 2015, le tableau ci-dessous montre les avions actuellement en état de voler.
Le reportage de la page Facebook du magazine Scramble datant de décembre 2018 montre un Hawker Siddeley Andover, Douglas DC-8 et Boeing 737 utilisé par la force aérienne de république démocratique du Congo à Kinshasa.

### Inventaire actuel

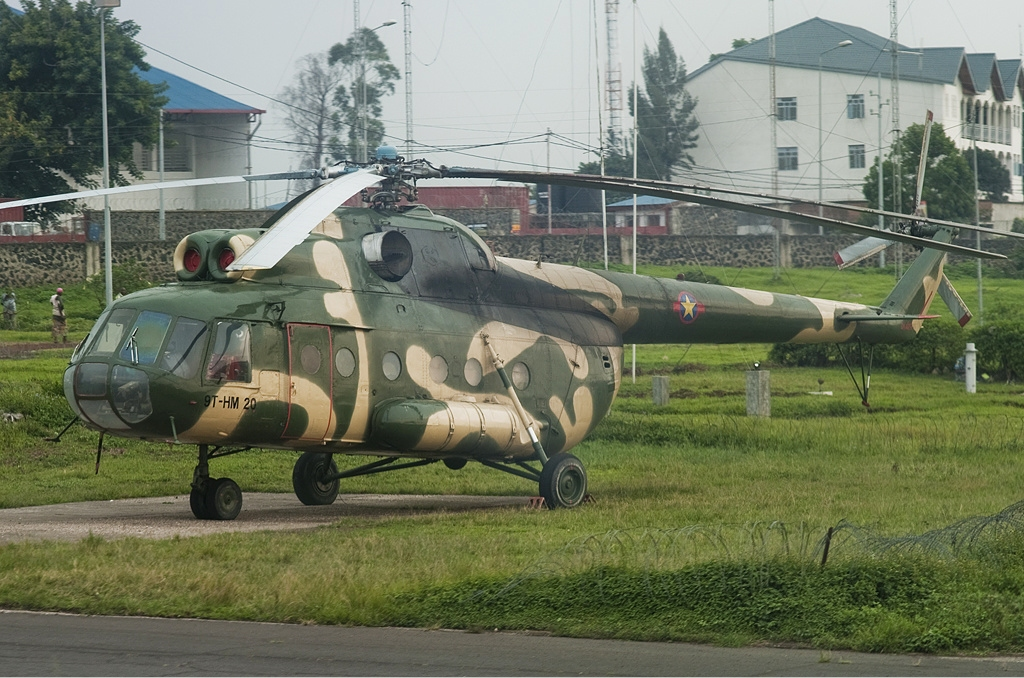
Mil Mi-8 de la force aérienne de république démocratique du Congo, Février 2011

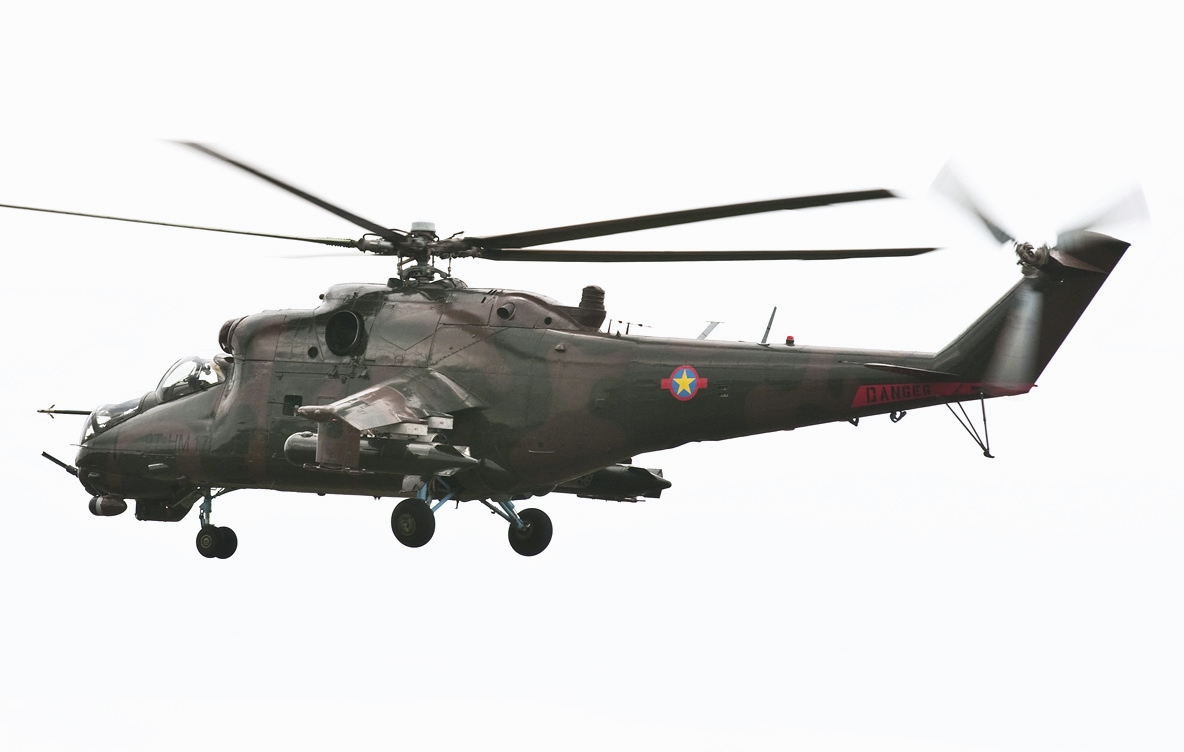
Un hélicoptère d'attaque congolais Mil Mi-24, en vol en 2012

Les appareils en service en 2022 sont les suivants, :
| Aéronefs                        | Origine          | Type                                     | En service      | Versions        |
| Avion de chasse                 | Avion de chasse  | Avion de chasse                          | Avion de chasse | Avion de chasse |
| ------------------------------- | ---------------- | ---------------------------------------- | --------------- | --------------- |
| Mikoyan-Gourevitch MiG-23       | Union soviétique | Chasseur-bombardier                      | 2               | MIG-23UB        |
| Soukhoï Su-25                   | Russie           | Avion d'attaque au sol                   | 7               | Su-25K          |
| Avion d’entraînement            |                  |                                          |                 |                 |
| Aermacchi MB-326                | Italie           | Avion d’entraînement et d’attaque au sol | 9               |                 |
| Avion de transport              |                  |                                          |                 |                 |
| Lockheed C-130 Hercules         | États-Unis       | Avion de transport                       | 1               | C-130H          |
| Antonov An-26                   | Ukraine          | Avion de transport                       | 3               |                 |
| Antonov An-72                   | Ukraine          | Avion de transport                       | 1               |                 |
| Boeing 727                      | États-Unis       | Avion de transport présidentiel          | 1               |                 |
| Hélicoptère                     |                  |                                          |                 |                 |
| Mil Mi-2                        | Union soviétique | Hélicoptère de transport                 | 2               |                 |
| Mil Mi-8                        | Union soviétique | Hélicoptère de transport                 | 4               | Mi-8 Hip        |
| Mil Mi-24                       | Russie           | Hélicoptère de combat et de transport    | 45              | Mi-24Mi-24V     |
| Mil Mi-26                       | Russie           | Hélicoptère de transport lourd           | 1               |                 |
| Sud-Aviation SA316 Alouette III | France           | Hélicoptère polyvalent                   | 2               |                 |
| Sud-Aviation SA330 Puma         | France           | Hélicoptère de transport                 | 10              |                 |
| UAV                             |                  |                                          |                 |                 |
| CH-4 Rainbow                    | Chine            | Drône de reconnaissance                  | 6               |                 |

### Rôles
- Surveiller et défendre l’espace aérien national ;
- Détecter et évaluer la menace aérienne et garantir la souveraineté de l’espace aérien national
- Appuyer les opérations terrestres et navales
- Participer aux opérations de recherche et de sauvetage ainsi qu’à celles d’assistance aux sinistrés en cas de catastrophes
- Assurer le transport du personnel et du matériel au profit des Forces Armées
- Mettre en condition les unités de la Force